# Bauchsammlerbienen
Die Bauchsammlerbienen (Megachilidae) sind eine Familie der Bienen in der Ordnung der Hautflügler (Hymenoptera). Mit ca. 4135 Arten und 76 Gattungen sind die Megachilidae die zweitgrößte Bienenfamilie. Die Megachilidae bilden mit den Apidae die Gruppe der langzungigen Bienen.

## Merkmale
Die Vertreter dieser Familie bilden eine recht einheitliche, gegenüber anderen Bienen gut abgrenzbare Gruppe. Die Weibchen der nichtparasitischen Arten besitzen eine Bauchbürste, das heißt, die Unterseite des Hinterleibs ist dicht bedeckt mit langen, steifen, schräg nach hinten abstehenden Haaren. Diese werden zum Sammeln von Blütenpollen als Nahrung für die Larven genutzt. Diese Arten gehören damit zu den Bauchsammlern. Der Körperbau ist meist gedrungen, vor allem bei den größeren Arten, viele haben einen sehr breiten Hinterleib (Wollbienen, z. B. die Große Wollbiene), bei manchen ist der Hinterleib fast kugelig. Die kleineren Arten sind meist zylindrisch gebaut.

## Lebensweise
Die Lebensweise der verschiedenen Arten ist sehr vielfältig: Meist werden Brutzellen in verschiedensten Hohlräumen angelegt, die Innenwände manchmal mit von Blättern abgeschabten Pflanzenfasern ausgekleidet (Wollbienen) oder mit abgeschnittenen Blattstückchen (Blattschneiderbienen). Manche Arten nisten auch in Pflanzenstängeln, in die ein Längsgang genagt wurde. Vor allem einige Arten aus den Gattungen der Mauerbienen und Blattschneiderbienen sind häufig in der Umgebung menschlicher Behausungen anzutreffen (Synanthropie) und zählen damit für Naturkundige zu den vertrauten Erscheinungen.
Die Kegelbienen (Coelioxys), benannt nach der eigentümlichen, gedrungen-breiten, aber nach hinten gleichmäßig zugespitzten Körperform, leben als Brutschmarotzer bei Blattschneiderbienen, jede Art hat dabei ihre ganz spezifischen Wirtsarten.
Die Düsterbienen (Stelis) sind ebenfalls Brutschmarotzer, allerdings bei diversen Mauerbienen-Arten (Osmia) und bei Löcherbienen (Heriades).
Die Steinbienenart Lithurgus dentipes legt ihre Vorratskammern auf den Karolinen auch in abgestorbenen Hibiskus-Stämmen ab.

## Systematik
Die Megachilidae sind in 11 Tribus sowie 4 Unterfamilien gegliedert.
Unterfamilien:
- Fideliinae
- Lithurginae
- Megachilinae
  - Aspidosmiini
  - Anthidiini
  - Dioxyini
  - Megachilini
  - Osmiini
- Pararhophitinae

## Einheimische Gattungen und Arten
Die Gliederung in Gattungen wird von verschiedenen Autoren unterschiedlich gehandhabt. Die folgende Zusammenstellung richtet sich nach Westrich (2018). Es sind nicht alle Arten aufgelistet.
- Dioxys
  - D. tridentata (Rote Zweizahnbiene)
- Aglaoapis
  - A. tridentata (Dunkle Zweizahnbiene)
- Paradioxys
  - P. pannonica (Pannonische Zweizahnbiene)

- Anthidium (Woll- und Harzbienen)
  - A. byssinum (Große Harzbiene)
  - A. florentinum
  - A. manicatum (Garten-Wollbiene)
  - A. melanurum
  - A. montanum (Berg-Wollbiene)
  - A. nanum (Distel-Wollbiene)
  - A. oblongatum (Spalten-Wollbiene)
  - A. punctatum (Weißgefleckte Wollbiene)
  - A. septemspinosum (Auen-Wollbiene)
  - A. strigatum (Kleine Harzbiene)
  - A. tenellum
- Anthidiellum (von Westrich zu Anthidium gezählt)
  - Anthidiellum strigatum (= Anthidium strigatum)

- Pseudoanthidium (von Westrich zu Anthidium gezählt)
  - Pseudanthidium tenellum
  - P. nanum

- Trachusa (bei Westrich zu Anthidium gezählt)
  - Trachusa byssinum (= Anthidium byssinum)

- Scherenbienen (Chelostoma)
  - Ch. campanularum
  - Ch. distinctum
  - Ch. florisomne (Hahnenfuß-Scherenbiene)
  - Ch. foveolatum
  - Ch. rapunculi (Glockenblumen-Scherenbiene)
- Kegelbienen (Coelioxys)
- Löcherbienen (Heriades)
  - H. crenulatus
  - H. rubicola
  - H. truncorum (Gemeine Löcherbiene)

- Hoplitis (Mauerbienen) (nach Westrich zu Osmia gezählt, nach A. Müller[7] eigene Gattung)
  - H. acuticornis
  - H. adunca
  - H. anthocopides
  - H. claviventris
  - H. lepeletieri
  - H. leucomelana
  - H. loti
  - H. mitis
  - H. papaveris
  - H. ravouxi
  - H. tridentata
  - H. tuberculata
  - H. villosa
- Steinbienen (Lithurgus)
  - L. chrysurus
  - L. cornutus
- Mörtel- und Blattschneiderbienen (Megachile) (nach Westrich[6] in Deutschland 23 Arten, darunter:)
  - M. alpicola
  - M. analis
  - M. bombycina
  - M. ericetorum
  - M. nigriventris
  - M. parietina
  - M. rotundata
- Osmia (Mauerbienen) (nach Westrich[6], incl. Hoplitis, 40 Arten in Deutschland darunter:)
  - Osmia cornuta
  - Osmia leaiana
  - Osmia rufohirta
  - Osmia steinmanni
- Rhodanthidium
  - Rhodanthidium septemdentatum
- Düsterbienen (Stelis)
  - S. breviuscula
  - S. franconica
  - S. minima
  - S. minuta
  - S. nasuta
  - S. odontopyga
  - S. ornatula
  - S. phaeoptera
  - S. punctulatissima
  - S. signata